# Pseudoholostrophus klapperichi
Pseudoholostrophus klapperichi is een keversoort uit de familie winterkevers (Tetratomidae). De wetenschappelijke naam van de soort werd in 1954 gepubliceerd door Maurice Pic.